# فيكتور سامب
فيكتور سامب هو لاعب كرة قدم سنغالي في مركز الهجوم، ولد في 12 نوفمبر 1985 في السنغال. لعب مع نادي باريس ونادي تولون ونادي سينيتسا ونادي فيرتون.

## وصلات خارجية
- فيكتور سامب على موقع قاعدة بيانات كرة القدم.إي يو (الإنجليزية)
- فيكتور سامب على موقع Soccerway.com (الإنجليزية)